# Jean Carlos de Brito
Jean Carlos de Brito, noto anche con lo pseudonimo di Jean (Goiânia, 9 giugno 1995), è un calciatore brasiliano, difensore svincolato.

## Carriera
Nato a Goiânia, in gioventù milita nel settore giovanile dell'Osasuna oltre che di Goiás, Palmeiras e Formosa. Inizia la propria carriera professionistica con il CRAC nel Campionato Goiano passando negli anni seguenti per Paysandu, Atlético Tubarão e Sport Recife.
Il 3 febbraio 2019 si trasferisce in Svezia firmando un contratto triennale con l'Hammarby. Debutta in Allsvenskan il 1º aprile nel match pareggiato 1-1 contro l'Elfsborg, ma nel corso della stagione viene impiegato con poca continuità, tanto da collezionare solo 3 apparizioni in 17 giornate, prima di essere girato in prestito al Frej nella seconda serie svedese per il resto dell'annata 2019. Rientra all'Hammarby, ma in oltre metà campionato riesce a collezionare solamente due presenze, così nell'agosto 2020 passa in prestito al TPS nel campionato finlandese fino al successivo mese di dicembre.
Nel precampionato 2021 viene acquistato a titolo definitivo dal Varberg, formazione della massima serie svedese. Nonostante il suo contratto fosse triennale, la sua stagione 2021 con i neroverdi attira l'interesse di squadre svedesi ed estere, tanto che il direttore sportivo del club, sul finire di un campionato concluso con la salvezza, ipotizza che sarebbe difficile riuscire a trattenere il difensore brasiliano nella successiva finestra di mercato.
Nel gennaio del 2022 viene resa nota la sua cessione a titolo definitivo all'IFK Norrköping, squadra anch'essa militante nell'Allsvenskan svedese. Dopo aver disputato otto partite di campionato, si infortuna seriamente al legamento crociato nel corso della trasferta persa contro la sua ex squadra dell'Hammarby, evento che di fatto chiude anzitempo la sua stagione 2022.
Il 21 luglio 2023, quando ancora non aveva effettuato il debutto stagionale poiché chiuso da Yahya Kalley e da Marcus Baggesen, si trasferisce in prestito all'Horsens nella seconda serie danese. Questa parentesi si rivela però brevissima poiché già a settembre, dopo un paio di mesi e una sola presenza, il prestito viene anticipatamente terminato. Rientrato dunque all'IFK Norrköping, non scende mai in campo fino a quando, a novembre, una volta terminata l'Allsvenskan 2023, il club annuncia la rescissione contrattuale.

## Statistiche

### Presenze e reti nei club
Statistiche aggiornate al 25 ottobre 2021.
| Stagione        | Squadra          | Campionato      | Campionato | Campionato | Coppe nazionali | Coppe nazionali | Coppe nazionali | Coppe continentali | Coppe continentali | Coppe continentali | Altre coppe | Altre coppe | Altre coppe | Totale | Totale |
| Stagione        | Squadra          | Comp            | Pres       | Reti       | Comp            | Pres            | Reti            | Comp               | Pres               | Reti               | Comp        | Pres        | Reti        | Pres   | Reti   |
| --------------- | ---------------- | --------------- | ---------- | ---------- | --------------- | --------------- | --------------- | ------------------ | ------------------ | ------------------ | ----------- | ----------- | ----------- | ------ | ------ |
| 2017            | CRAC             | PD/GO           | 8          | 1          |                 | -               | -               |                    | -                  | -                  |             | -           | -           | 8      | 1      |
| 2017            | Paysandu         | PD/PA+B         | 0+4        | 0          | CB              | 0               | 0               |                    | -                  | -                  |             | -           | -           | 0+4    | 0      |
| 2018            | Atlético Tubarão | PD/SC+D         | 12+9       | 0          | CB              | 2               | 0               |                    | -                  | -                  |             | -           | -           | 23     | 0      |
| 2018            | Sport Recife     | A1/PE+A         | 0          | 0          | CB              | 0               | 0               |                    | -                  | -                  |             | -           | -           | 0      | 0      |
| 2019            | Atlético Tubarão | PD/SC           | 3          | 0          | CB              | 0               | 0               |                    | -                  | -                  |             | -           | -           | 3      | 0      |
| 2019            | Hammarby         | A               | 3          | 0          | CS+CS           | 2+0             | 0               |                    | -                  | -                  |             | -           | -           | 5      | 0      |
| 2019            | Frej             | S1              | 9+2        | 0          | CS              | 1               | 0               |                    | -                  | -                  |             | -           | -           | 12     | 0      |
| 2020            | Hammarby         | A               | 2          | 0          | CS+CS           | 2+0             | 0               |                    | -                  | -                  |             | -           | -           | 4      | 0      |
| 2020            | TPS              | VL              | 10+2       | 1          | CF              | 0               | 0               |                    | -                  | -                  |             | -           | -           | 12     | 1      |
| 2021            | Varberg          | A               | 20         | 0          | CS              | 0               | 0               |                    | -                  | -                  |             | -           | -           | 20     | 0      |
| Totale carriera | Totale carriera  | Totale carriera | 84         | 2          |                 | 7               | 0               |                    | -                  | -                  |             | -           | -           | 91     | 2      |